# Giovanni Covone
Giovanni Covone (Trani, 30 luglio 1969) è un astrofisico, divulgatore scientifico e saggista italiano, professore di astrofisica e cosmologia presso l'Università Federico II di Napoli. Ha vinto il Premio Asimov 2024 con il suo primo libro Altre Terre. Viaggio alla scoperta di pianeti extra-solari.

## Biografia

### Formazione e attività di ricerca
Laureato in fisica, ha conseguito il Dottorato di ricerca in Fisica nel 2000 presso l'Università Federico II di Napoli. Si è specializzato all'estero presso MIT (Boston, durante il dottorato), il Telescopio Nazionale Galileo (Santa Cruz de La Palma, Spagna), il Laboratorio d'Astrofisica di Marsiglia (Francia), l'Osservatorio Astronomico di Capodimonte (Napoli). Dal 2008 è ricercatore e poi professore associato presso il Dipartimento di Fisica dell'Università Federico II di Napoli. I suoi principali temi di ricerca riguardano la cosmologia osservativa (studio della materia oscura nelle galassie), la ricerca di pianeti extrasolari simili alla Terra e l'astrobiologia. Si interessa inoltre di storia dell'astronomia, in particolare dello sviluppo della scienza nel periodo ellenistico.
Nel 2020 ha partecipato alla scoperta del sistema di pianeti intorno alla stella TOI-700, tra cui il primo pianeta extrasolare TOI-700 d simile alla Terra posto nella "zona abitabile" della sua stella individuato dal telescopio Transiting Exoplanet Survey Satellite della NASA. In astrobiologia, in un lavoro del 2021 il suo gruppo ha dimostrato che la fotosintesi ossigenica ha un'efficienza maggiore per esopianeti che orbitano nella "zona abitabile" di stelle più calde.
È membro dell'Unione Astronomica Internazionale e del consiglio scientifico della Società Italiana di Astrobiologia.

## Attività di divulgazione scientifica
Dal 2022 collabora con la rivista Prisma Magazine. Il suo primo libro Altre Terre ha vinto nel 2024 la nona edizione del Premio Asimov. È stato ospite in qualità di esperto di astronomia di diverse puntate della trasmissione radiofonica Radio3 Scienza e della trasmissione televisiva Kilimangiaro. Collabora al programma televisivo Binario 2. Nel novembre 2024 ha esordito a teatro nello spettacolo "Racconto Cosmicomico" tratto dalle Cosmicomiche di Italo Calvino.

## Opere
- Altre Terre: Viaggio alla scoperta di pianeti extrasolari, HarperCollins Italia, 14 aprile 2023, ISBN 9788830538979.